# Evangelisches Militärpfarramt
Ein Evangelisches Militärpfarramt (EMilPfA) ist eine Ortsbehörde des Bundes im Geschäftsbereich des Bundesministeriums der Verteidigung. Die  104 Kleinstdienststellen (Stand: Dezember 2023) an Bundeswehrstandorten im gesamten Bundesgebiet sowie an vier Standorten im Ausland bestehen grundsätzlich aus einem Militärpfarrer, der die Behörde leitet und Bundesbeamter auf Zeit ist, und einem Pfarrhelfer. 

## Status und Aufgaben
Die Evangelischen Militärpfarrämter gehören zum Organisationsbereich Militärseelsorge der Bundeswehr und unterstehen (mit Ausnahme der Auslandsstandorte) den Evangelischen Militärdekanaten, die die Dienstaufsicht über sie ausüben. Diese sind wiederum dem Evangelischen Kirchenamt für die Bundeswehr als Bundesoberbehörde nachgeordnet. Dessen Leiter, der Militärgeneraldekan, ist Disziplinarvorgesetzter aller Militärgeistlichen.
Die Evangelischen Militärpfarrämter sind in der Regel für verschiedene Dienststellen und Liegenschaften zuständig und betreuen die dortigen Soldaten in ihrem Dienst in der Bundeswehr, im soldatischen Alltag wie auch bei den Auslandseinsätzen. Durch Seelsorge geben sie Orientierung und Unterstützung für alle Bundeswehrangehörigen.
In Einzelfällen haben die Evangelischen Militärpfarrämter weiteres Personal, wie einen Diakon, einen weiteren Pfarrhelfer oder eine Bürokraft, aber immer nur einen Militärpfarrer. Daher gibt es an den größten Bundeswehr-Standorten mit vielen evangelischen Soldaten mehrere Evangelische Militärpfarrämter: Jeweils drei in Koblenz und Wilhelmshaven und jeweils zwei in Augustdorf, Berlin, Bonn, Hamburg, Kiel, Köln, Munster und Ulm. Einige Evangelische Militärpfarrämter sind mit leitenden Militärgeistlichen besetzt, die die Amtsbezeichnung Militärdekan führen und Bundesbeamte auf Lebenszeit sind.

## Aufgaben
Die Militärgeistlichen der Evangelischen Militärpfarrämter führen kirchliche Aufgaben und staatliche Aufgaben durch: 
- Zu den kirchlichen Aufgaben der Evangelischen Militärpfarrämter gehören die Durchführung von Gottesdiensten und von Seelsorgegesprächen. In der Erfüllung der kirchlichen Aufgaben („geistlicher Auftrag“) sind die Militärgeistlichen von staatlichen Weisungen unabhängig. Dort können das kirchliche Seelsorgegeheimnis und das kirchliche Beichtgeheimnis gelten.
- Zu den staatlichen Aufgaben gehört die Erteilung von Lebenskundlichem Unterricht, welcher nicht als Religionsausübung gilt, für alle Soldaten verpflichtend ist und nach Vorgaben und im Auftrag des Staates durchgeführt wird.

Die Militärpfarrer schlagen die Brücke zwischen dem christlichen Glauben und dem militärischen Auftrag der Soldaten. Durch Seelsorge geben sie Orientierung und Unterstützung für alle Bundeswehrangehörigen, auch in den weltweiten Einsatzgebieten der Bundeswehr. Durch Anwendung der Evangelischen Theologie erklären sie die Sinnhaftigkeit der Auslandseinsätze der Bundeswehr:

„Wenn wir nicht bereit sind zu handeln, notfalls auch militärisch, dann verhalten wir uns wie jene Leute, die im Gleichnis vom barmherzigen Samariter an dem Verbrechensopfer vorübergehen.“

## Auslandsstandorte
Die vier Deutschen Evangelischen Militärpfarrämter an den Auslandsstandorten der Bundeswehr sind:
- Deutsches Evangelisches Militärpfarramt Belgien/Frankreich (SHAPE)
- Deutsches Evangelisches Militärpfarramt Sigonelle/Italien
- Deutsches Evangelisches Militärpfarramt USA I (Washington)
- Deutsches Evangelisches Militärpfarramt USA II (Fort Bliss).

Sie werden nicht durch ein Evangelisches Militärdekanat, sondern unmittelbar durch das Evangelische Kirchenamt für die Bundeswehr geführt.

## Geschichte
Der Bestand der Evangelischen Militärpfarrämter wird regelmäßig an die Struktur der Bundeswehr (Standortschließungen, -reduzierungen, -aufwüchse) angepasst. Zum 31. Dezember 2017 wurde das Evangelische Militärpfarramt Penzing aufgelöst und zum 1. Januar 2018 wurden die Evangelischen Militärpfarrämter Altenstadt, Cham sowie Rostock-Warnemünde aufgestellt.